# Ernest Koessler
Pour les articles homonymes, voir Koessler.
Ernest Koessler, né le 18 juin 1877 et mort le 2 octobre 1964, est un homme politique français.

## Détail des fonctions et des mandats
Mandat parlementaire
- 18 mai 1952 - 8 juin 1958 : Sénateur du Bas-Rhin